# Barranc del Lliró
El Barranc del Lliró és un barranc dels termes municipals d'Isona i Conca Dellà, que té l'origen en l'antic terme d'Isona. Després davalla cap a la Noguera, en el terme municipal de la Baronia de Rialb.
Es forma a 1.442 m. alt. en el Clot de Batllés, al vessant sud-occidental del cim d'Estadella, al sud del cim de la Corona, des d'on davalla cap al sud, per tal d'entrar al cap de poc en la comarca de la Noguera, dins del terme de la Baronia de Rialb.
Finalment, s'ajunta amb el barranc de la Font Freda per tal de formar el barranc de les Serradores.